# Glyptodon
Glyptodon byl rod velkého „obrněného“ savce z čeledi Glyptodontidae, vzdálený příbuzný pásovců, který žil během období pleistocénu (asi před 2,5 miliony až 11 000 lety). Měřil na délku až 3,3 metru, dosahoval výšky hřbetu 1,5 metru a mohl vážit kolem 2 tun. Jeho tělesné hřbetní brnění ho chránilo před predátory, jako byl šavlozubý tygr.

## Vyhynutí
Glyptodonti vyhynuli na konci poslední doby ledové, asi před 11 000 lety. Podíl na jejich vyhubení mohly mít tehdejší lidské lovecko-sběračské společnosti, ačkoliv některé výzkumy ukazují, že populace této pozdně pleistocenní megafauny žily společně s člověkem nejméně po dobu 4000 let.